# Bulbophyllum comberipictum
Bulbophyllum comberipictum är en orkidéart som beskrevs av Jaap J. Vermeulen. Bulbophyllum comberipictum ingår i släktet Bulbophyllum och familjen orkidéer. Inga underarter finns listade i Catalogue of Life.